# گیلرمو آریانو
گیلرمو آریانو (اسپانیایی: Guillermo Arellano‎؛ زادهٔ ۲۱ اوت ۱۹۰۸ - درگذشته ۱۹۹۹) یک بازیکن فوتبال اهل شیلی بود.

## تیم ملی
وی همچنین در تیم ملی فوتبال شیلی بازی کرده‌است.